# 酉
酉（とり、ゆう）は、十二支のひとつ。通常十二支の中で第10番目に数えられる。
前は申、次は戌である。

## 一覧
- 酉年は、西暦年を12で割って1が余る年が酉の年となる（日本では新暦1月1日に始まるが、中国では旧暦1月1日に始まる）。なお、年を表す時の別名は作噩[1]。
- 酉の月は旧暦8月（概ね新暦9月）。
- 酉の刻は日暮れの18時を中心とする約2時間。日暮れの18時（夕方6時）を正酉（しょうゆう）ということがある。
- 酉の方は西の方角である。
  - 卯酉線・取舵などの言葉はこれによる。
  - インターネットスラングで西日本旅客鉄道（JR西日本）を表すことがある。
- 五行は金気。
- 陰陽は陰である。

## 伝承
『漢書』律暦志によると酉は「緧」（しゅう：「ちぢむ」の意味）。果実が成熟の極限に達した状態を表しているとされる。
後に覚え易くするために動物の鶏が割り当てられた。
暦に用いるため「日読みの酉」とも呼ばれ、「鳥」を表す「隹（ふるとり）」と区別される。「酉」には「酒」という意味もある。
毎年11月の酉の日は、「一の酉」・「二の酉」と呼ばれて酉の市という祭が執り行われる。
相場格言に「辰巳天井、午尻下がり、未辛抱、申酉騒ぐ。戌は笑い、亥固まる、子は繁栄、丑はつまずき、寅千里を走り、卯は跳ねる」があり、酉年の相場は俗に騒がしくなるといわれる。

## 酉を含む干支
- 癸酉
- 乙酉
- 丁酉
- 己酉
- 辛酉